# مجید علیاری
مجید علیاری (زادهٔ ۱۲ اسفند ۱۳۷۴) بازیکن فوتبال اهل ایران است که در پست مهاجم برای باشگاه فوتبال سپاهان در لیگ برتر خلیج فارس بازی می‌کند.

## آمار باشگاهی
| باشگاه     | دسته       | فصل        | لیگ برتر | لیگ برتر | جام حذفی | جام حذفی | آسیا | آسیا | سوپر جام | سوپر جام | مجموع | مجموع |
| باشگاه     | دسته       | فصل        | بازی     | گل       | بازی     | گل       | بازی | گل   | بازی     | گل       | بازی  | گل    |
| ---------- | ---------- | ---------- | -------- | -------- | -------- | -------- | ---- | ---- | -------- | -------- | ----- | ----- |
| ساپیا      | لیگ برتر   | ۹۵–۱۳۹۴    | ۳        | ۰        | ۰        | ۰        | ۰    | ۰    | ۰        | ۰        | ۳     | ۰     |
| ساپیا      | لیگ برتر   | ۹۶–۱۳۹۵    | ۲        | ۰        | ۰        | ۰        | ۰    | ۰    | ۰        | ۰        | ۲     | ۰     |
| ساپیا      | لیگ برتر   | ۹۷–۱۳۹۶    | ۴        | ۰        | ۰        | ۰        | ۰    | ۰    | ۰        | ۰        | ۴     | ۰     |
| ساپیا      | مجموع      | مجموع      | ۹        | ۰        | ۰        | ۰        | ۰    | ۰    | ۰        | ۰        | ۹     | ۰     |
| مس رفسنجان | لیگ برتر   | ۹۸–۱۳۹۷    | ۱۵       | ۰        | ۲        | ۱        | ۰    | ۰    | ۰        | ۰        | ۱۷    | ۱     |
| مس رفسنجان | لیگ برتر   | ۹۹–۱۳۹۸    | ۲۱       | ۴        | ۱        | ۰        | ۰    | ۰    | ۰        | ۰        | ۲۲    | ۴     |
| مس رفسنجان | مجموع      | مجموع      | ۳۶       | ۴        | ۳        | ۱        | ۰    | ۰    | ۰        | ۰        | ۳۹    | ۵     |
| فولاد      | لیگ برتر   | ۹۹–۱۳۹۸    | ۰        | ۰        | ۰        | ۰        | ۴    | ۰    | ۰        | ۰        | ۴     | ۰     |
| فولاد      | لیگ برتر   | ۰۰–۱۳۹۹    | ۱۱       | ۰        | ۱        | ۰        | ۵    | ۰    | ۱        | ۰        | ۱۸    | ۰     |
| فولاد      | لیگ برتر   | ۰۱–۱۴۰۰    | ۱۵       | ۱        | ۲        | ۱        | ۰    | ۰    | ۱        | ۰        | ۱۸    | ۲     |
| فولاد      | مجموع      | مجموع      | ۲۶       | ۱        | ۳        | ۱        | ۹    | ۰    | ۲        | ۰        | ۴۰    | ۲     |
| ذوب آهن    | لیگ برتر   | ۰۲–۱۴۰۱    | ۱۵       | ۰        | ۱        | ۰        | ۰    | ۰    | ۱        | ۰        | ۱۷    | ۰     |
| ذوب آهن    | لیگ برتر   | ۰۳–۱۴۰۲    | ۲۲       | ۴        | ۱        | ۰        | ۰    | ۰    | ۰        | ۰        | ۲۳    | ۰     |
| ذوب آهن    | مجموع      | مجموع      | ۳۷       | ۴        | ۱        | ۰        | ۰    | ۰    | ۱        | ۰        | ۱۷    | ۰     |
| مجموع آمار | مجموع آمار | مجموع آمار | ۱۰۸      | ۱۰       | ۷        | ۲        | ۹    | ۰    | ۳        | ۰        | ۱۰۵   | ۷     |

## سوابق باشگاهی
او ابتدا در سال ۱۳۹۵ تا ۱۳۹۶ در تیم صبای قم توپ میزد و سپس از سال ۱۳۹۷ تا ۱۳۹۸ برای پارس جنوبی جم در ۴۲ بازی و پنج گل ثبت رساند و در ادامه به باشگاه فوتبال سایپا پیوست و در ۲ فصل در این تیم ۳۵ بازی انجام داد در سال ۱۴۰۰ با قراردادی یکساله به باشگاه فوتبال مس رفسنجان پیوست و سپس به باشگاه فوتبال فولاد خوزستان به سرمربیگری جواد نکونام رفت و در این تیم یک فصل درخشان داشت و تا نیمه نهایی لیگ قهرمانان آسیا پیش رفتند وی در سال ۱۴۰۲ به باشگاه فوتبال ذوب‌آهن اصفهان پیوست و هم‌اکنون عضو این تیم می‌باشد.